# Eadweard Muybridge
Eadweard James Muybridge (født 9. april 1830, død 8. maj 1904) var en britisk-amerikansk fotograf og fotopioner. Han er først og fremmest kendt for en mængde fotografiserier som dokumenterer dyr og mennesker i bevægelse. Hans fotoeksperimenter begyndte i 1878 da han opsatte en række kameraer efter hinanden og lod en hest udløse dem da den løb forbi. Hans øjebliksbilleder beviste blandt andet at en hest i galop har alle fire ben oppe fra jorden samtidig. Han vandt dermed et væddemål om en præmie på 25.000 dollar for forretningsmanden Leland Stanford. Muybridge opfandt også zoopraxiskop (zoetrop), en indretning for at vise levende billeder. Denne blev forløberen for film af celluloid, en teknik som i mange år blev brugt af biografer.

## Galleri
- Fra den engelske fotograf Eadweard Muybridges The Horse in Motion.
- Animation lavet af Muybridges fotografier.
- Eadweard Muybridge.  Kvinde vasker sig 1887.